# Jeroen Meus
Jeroen Meus (Leuven, 13 maart 1978) is een Belgische kok en televisiepresentator.

## Biografie

### Culinaire opleiding
Jeroen Meus volgde zijn culinaire opleiding aan de Hotelschool Ter Duinen in Koksijde. Nadien volgde hij stage in diverse Belgische en buitenlandse restaurants. Acht jaar lang was hij medezaakvoerder van het restaurant Luzine in Wilsele, tot hij er in 2014 uitstapte. In 2015 opende hij met een zakenpartner in Leuven het restaurant Würst, waar naar eigen zeggen "gourmethotdogs" werden geserveerd. Op 15 juni 2016 opende Jeroen Meus een tweede Würstrestaurant in de Nederkouter te Gent. Ook in Antwerpen en Hasselt werden er vestigingen geopend. In 2017 stapte Meus uit Würst, een jaar later werd de hotdogketen failliet verklaard.

### Radio- en televisiecarrière
Meus' bekendheid nam toe dankzij zijn presentatie van diverse culinaire radio- en tv-programma's. Zo presenteerde hij van 2002 tot 2003 een kookrubriek in het zomerprogramma Aan tafel op Eén. In 2004 presenteerde hij Wie komt er eten? op VTM waar hij elke aflevering met een Bekende Vlaming aan de slag ging in de keuken. Datzelfde jaar was hij ook als presentator van De snelle hap te zien op Vitaya. In 2005 was hij 94 afleveringen lang het gezicht van Met Meus en vork op VTM. En van 2006 tot 2007 had hij een rubriek in De laatste show, waar hij wekelijks op pad ging om met verschillende mensen over ingrediënten van lekker eten en drinken te praten.
In 2008 werd Meus aangeduid als stadskok van Leuven.

### Plat préféré
Meus werd ruimer bekend dankzij het programma Plat préféré op Canvas dat hij voor het eerst in 2008 presenteerde. Elke aflevering reisde Meus naar de voormalige woonplaats van een overleden beroemdheid om in het gezelschap van de familieleden of vrienden het lievelingsgerecht van deze bekende man of vrouw klaar te maken. Een greep uit het eerste seizoen: Jacques Brel, Salvador Dalí, Freddie Mercury, Maria Callas, Briek Schotte, Louis de Funès, Georges Simenon, Johnny Cash en Roald Dahl. Eén specifieke aflevering rond Adolf Hitler stootte op controverse en werd uiteindelijk onder druk niet uitgezonden. In 2010 werden fragmenten van deze gecensureerde uitzending alsnog uitgezonden in De jaren stillekes.
Tijdens het tweede seizoen van Plat préféré (2009) leerden we de lievelingsgerechten van Astrid Lindgren, Armand Pien, Bob Marley, Charles de Gaulle, Bruce Lee, Greta Garbo, Toon Hermans, Ian Fleming, Hergé en Frank Sinatra kennen. Het derde seizoen in 2010 bracht de favoriete schotels van Marlene Dietrich, Ludo Coeck, Marlon Brando, Jimi Hendrix, Eva Perón, Louis Neefs,  Marvin Gaye, koning Boudewijn, Alfred Hitchcock en Luciano Pavarotti.

### Andere programma's
Sinds 2010 presenteert Meus het kookprogramma Dagelijkse kost, een programma van het productiehuis Hotel Hungaria, op Eén. Het leverde hem in 2011 een Vlaamse Televisiester op voor het beste lifestyleprogramma. In 2012 won hij deze prijs weer, samen met de prijzen populairste tv-programma en populairste tv-persoonlijkheid. Meus heeft ook vijf kookboeken uitgaand van dit programma samengesteld die zeer goed verkochten — het eerste boek haalde een oplage van 160.000 exemplaren in vier maanden tijd.
Op Radio Donna presenteerde hij Jeroen Meus Vodcast, waarbij men zijn kookuitzendingen kon volgen en downloaden via een iPod.
Jeroen Meus maakte in 2011 De Patat, een zevendelige documentaire over de geschiedenis van de aardappel voor Canvas.
Op 1 januari 2012 speelde hij met Adriaan Van den Hoof en Astrid Bryan mee in De Pappenheimers, en won. Adriaan Van den Hoof had hem eerder geïmiteerd in Tegen de Sterren op. In 2012 en 2013 was Meus ook te zien in Twee tot de zesde macht, waarin hij geregeld terugkomt als quizkandidaat.
In het najaar van 2014 bracht hij op Eén de documentairereeks Goed Volk, waarin hij naar verschillende plekken en specifieke (sub-)culturen op de wereld reisde om daar de eetgewoontes te leren kennen. Zo trok hij onder andere naar het koudste dorp van Siberië, een sloppenwijk in Zuid-Afrika, een groep traditionele cowboys in de Verenigde Staten en een afgelegen Noors vissersdorp. Van Goed Volk volgde in 2017 een tweede seizoen, met onder meer een portret van de boerenzonen Verbaere in het Frans-Vlaamse Berten, een Hutterietenkolonie in Canada en een groep boksers in het Cubaanse Havana.
In 2019 werd hij de nieuwe presentator van het quizprogramma Twee tot de zesde macht, nadat Eén de samenwerking met Bart De Pauw had stopgezet. In 2019 nam hij deel in de Code van Coppens samen met Wim Lybaert. In 2023 samen met Peter Vanlaet. In 2019 nam hij deel aan De Slimste Mens ter Wereld, waarin hij één aflevering te zien was.
In 2023 presenteerde hij de driedelige serie Dagen zonder broer, met persoonlijke getuigenissen en interviews met andere rouwenden, een serie die hij ontwikkelde na het overlijden van zijn broer eind 2021.
Later dat jaar werkte hij aan een internationaal reis- en kookprogramma De mosterd van Meus, waarin hij lokale specialiteiten uit meerdere landen met plaatselijke chefs ontdekt.

### Privéleven
Meus is sinds augustus 2013 getrouwd en heeft een zoon. Hij is een neef van Frederik Sioen.

## Erkentelijkheden
In 2020 werd hij ereburger van Leuven.
In 2022 kreeg hij de Johannes van Damprijs van de Nederlandse Stichting Gastornomische Bibliotheek.

## Werken
- Taste Jeroen - 2004 - Van Halewyck - ISBN 9789056175771
- Met Meus en vork - 2005 - Van Halewyck - ISBN 9789056176587
- Jeroen Meus kookt - 2007 - Van Halewyck - ISBN 9789056178062
- Plat Préféré 1 - 2009 - Lannoo - ISBN 9789020984804
- Plat Préféré 2 - 2010 - Van Halewyck - ISBN 9789461310149
- Tussen pot en pint - 2010 - Lannoo - ISBN 9789020985405
- Dagelijkse kost - april 2011 - Van Halewyck - ISBN 978 94 6131 042 2
- Dagelijkse kost deel 2 - september 2011 - Van Halewyck - ISBN 978 94 6131 064 4
- Dagelijkse kost deel 3 - maart 2012 - Van Halewyck - ISBN 978 94 6131 088 0
- Dagelijkse kost deel 4 - oktober 2012 - Van Halewyck - ISBN 978 94 6131 117 7
- Dagelijkse kost deel 5 - september 2013 - Van Halewyck - ISBN 978 94 613 104 22
- Dagelijkse kost mijn 200 klassiekers - oktober 2014 - Van Halewyck - ISBN 978 94 613 132 32
- Dagelijkse kost koken met gezond verstand - oktober 2014 - Manteau - ISBN 978 90 223 331 12
- Winterkost - oktober 2018 - Manteau - ISBN 9789022335611
- Zomerkost - april 2019 - Manteau - ISBN 9789022336175
- Groentekost - oktober 2022 - Manteau - ISBN 9789022339305